# Bethlehem-Kirche (Barcelona)

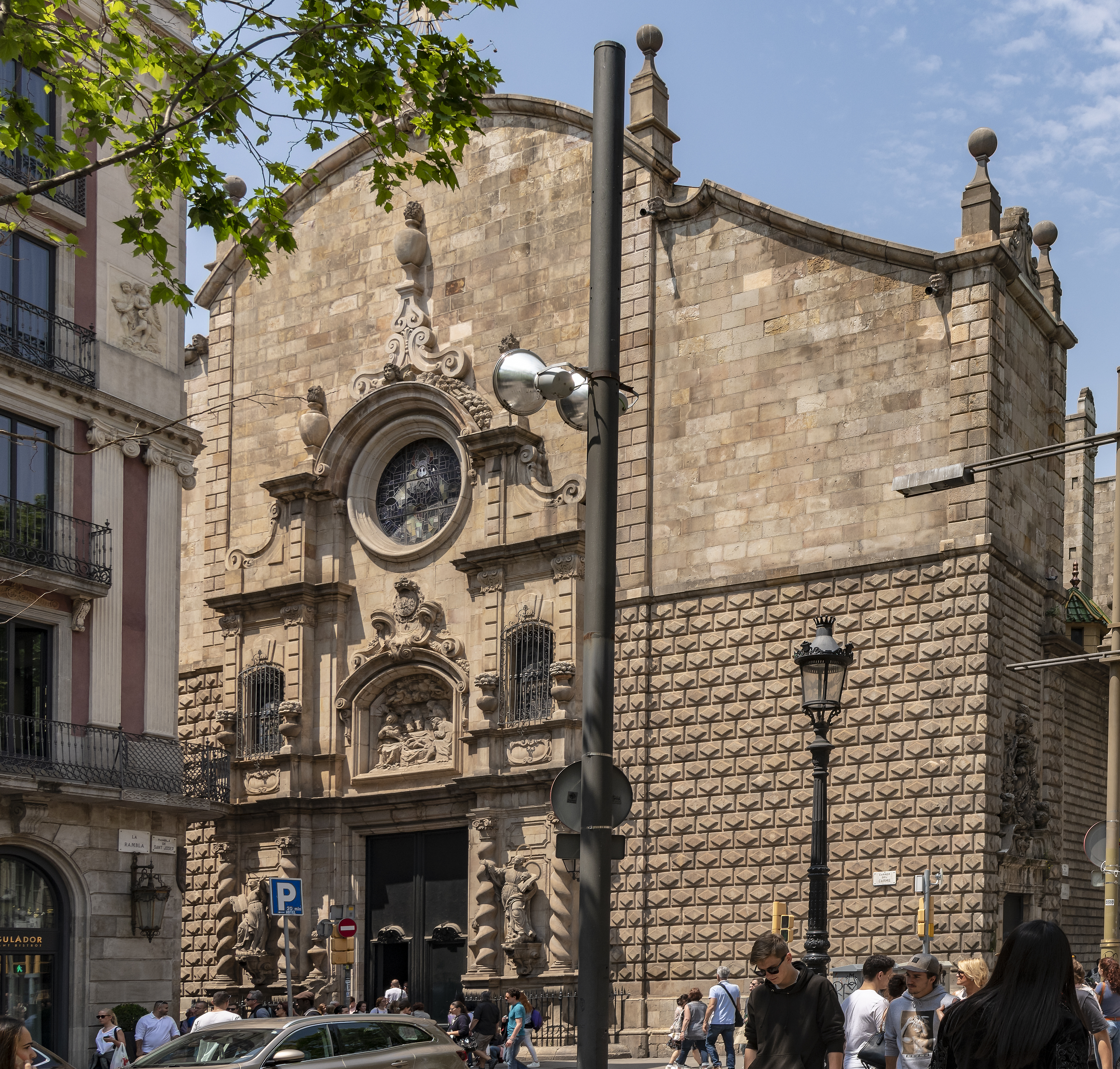
Die Bethlehem-Kirche

Die Bethlehem-Kirche von Barcelona (katalanisch: Església de Betlem, spanisch: Iglesia de Belén) ist eine im Stil des Hochbarock gebaute katholische Kirche in der Altstadt von Barcelona, direkt an der Rambla. Bis zu einem Brand im Jahre 1936 galt sie als schönstes barockes Gebäude der Stadt.
Der vollständige Name lautet auf Katalanisch Església de la Mare de Déu de Betlem (Kirche der Muttergottes von Bethlehem).

## Vorgeschichte
Ab der zweiten Hälfte des 16. Jahrhunderts wurden im Zuge der Gegenreformation in Barcelona zahlreiche Kirchen und Klöster errichtet – besonders im damals noch relativ jungen Stadtteil El Raval. Das Gebiet wurde deshalb bald unter dem Namen Tierra de Conventos (spanisch für Klosterwelt) bekannt.
1553 erhielten auch die Jesuiten von der Stadtregierung die Genehmigung zum Kirchenbau in El Raval. Das Gebäude mit angegliederter Schule wurde zwei Jahre später eingeweiht. Es war die erste Kirche direkt an der Rambla.
Ausgerechnet während einer festlichen Parade anlässlich der Heiligsprechung des Jesuiten Francesco Borgia auf der Rambla im Jahr 1671 fing die Kirche versehentlich Feuer und brannte vollständig nieder.

## Aktuelles Gebäude
1680 wurde an gleicher Stelle (Rambla, Ecke Carrer del Carme) mit einem wesentlich größeren und prächtigeren Neubau begonnen – unter der Leitung von Jesuitenpater Tort und Dídac de Lacarse; Architekt war Josep Juli. Barcelonas Bischof Alfonso de Sotomayor legte 1681 den Grundstein. Die Arbeiten am Gebäude wurden 1729 vollendet. Die Ausschmückung des prächtigen, größtenteils barocken Innenraums wurde bis 1855 fortgeführt.
1767 wurden die Jesuiten aus ganz Spanien vertrieben. Die Kirche stand danach jahrelang leer und begann zu verfallen. Erst ab 1787 wurden wieder Gottesdienste abgehalten (ausgerichtet von der Diözese), die aktuelle Pfarrgemeinde wurde 1835 gegründet.
Von 1772 bis 1878 residierte zudem das Seminari Conciliar de Barcelona in der Kirche.
1936, im Spanischen Bürgerkrieg, wurde die Kirche in Brand gesteckt – vermutlich von Linksradikalen. Der prächtige barocke Innenraum brannte dabei völlig aus, das Dachgewölbe stürzte ein.
Seit dem Wiederaufbau zeigt sich die Kirche deutlich schlichter: Die Außenfassaden wirken grau, der Innenraum ist größtenteils schmucklos weiß. Nur einige Seitenkapellen wurden mit Geschenken aus anderen Kirchen geschmückt.
1997 wurde die Kirche in die Liste der historischen Monumente der geschützten Kulturgüter Spaniens aufgenommen.
Zur Weihnachtszeit werden in der Kirche zahlreiche kunstvolle Weihnachtskrippen gezeigt (katalanisch: pessebres, spanisch: Belens oder Bethlehems), die mehrere Tausend Zuschauer anlocken.